# Temporada 2007 del Campeonato Mundial de Rally
La temporada 2007 fue la edición 35º del Campeonato Mundial de Rally. Comenzó el 19 de enero, en el Rally de Montecarlo y terminó el 2 de diciembre en el Rally de Gran Bretaña. El título de campeón fue para el francés Sébastien Loeb, quien alcanzó el tetracampeonato mundial.

## Calendario
| N.º | Fecha                            | Rally                  | Superficie      | Resultados |
| --- | -------------------------------- | ---------------------- | --------------- | ---------- |
| 1   | 19-21 de enero                   | Rally de Montecarlo    | Asfalto y hielo | Resultados |
| 2   | 9-11 de febrero                  | Rally de Suecia        | Nieve           | Resultados |
| 3   | 16–18 de febrero                 | Rally de Noruega       | Nieve           | Resultados |
| 4   | 9–11 de marzo                    | Rally México           | Tierra          | Resultados |
| 5   | 30 de marzo – 1 de abril         | Rally de Portugal      | Tierra          | Resultados |
| 6   | 3–6 de mayo                      | Rally de Argentina     | Tierra          | Resultados |
| 7   | 18-20 de mayo                    | Rally de Cerdeña       | Tierra          | Resultados |
| 8   | 31 de mayo – 3 de junio          | Rally Acrópolis        | Tierra          | Resultados |
| 9   | 2-5 de agosto                    | Rally de Finlandia     | Tierra          | Resultados |
| 10  | 17-19 de agosto                  | Rally de Alemania      | Asfalto         | Resultados |
| 11  | 31 de agosto – 2 de septiembre   | Rally de Nueva Zelanda | Tierra          | Resultados |
| 12  | 5-7 de octubre                   | Rally Cataluña         | Asfalto         | Resultados |
| 13  | 12-14 de octubre                 | Rally de Córcega       | Asfalto         | Resultados |
| 14  | 26-28 de octubre                 | Rally de Japón         | Tierra          | Resultados |
| 15  | 15-18 de noviembre               | Rally de Irlanda       | Asfalto         | Resultados |
| 16  | 30 de noviembre – 2 de diciembre | Rally de Gran Bretaña  | Tierra          | Resultados |

## Equipos
Esta temporada los equipos inscritos en el campeonato de constructores se dividían en: Manufacturers (Constructores) y Manufacturer Teams (Equipos Constructores), estos últimos equipos privados que podían sumar puntos para dicho certamen.
| Equipo                                    | Constructor                      | Vehículo                         | Neumático                        | N.º                              | Pilotos                          | Copilotos                        | Rondas                           |                                  |                                  |                                  |                                  |                                  |
| Constructores (Marcas Oficiales)          | Constructores (Marcas Oficiales) | Constructores (Marcas Oficiales) | Constructores (Marcas Oficiales) | Constructores (Marcas Oficiales) | Constructores (Marcas Oficiales) | Constructores (Marcas Oficiales) | Constructores (Marcas Oficiales) | Constructores (Marcas Oficiales) | Constructores (Marcas Oficiales) | Constructores (Marcas Oficiales) | Constructores (Marcas Oficiales) | Constructores (Marcas Oficiales) |
| ----------------------------------------- | -------------------------------- | -------------------------------- | -------------------------------- | -------------------------------- | -------------------------------- | -------------------------------- | -------------------------------- | -------------------------------- | -------------------------------- | -------------------------------- | -------------------------------- | -------------------------------- |
| Citroën Total World Rally Team            | Citroën                          | Citroën C4 WRC                   | BF                               | 1                                | Sébastien Loeb                   | Daniel Elena                     | 1-16                             |                                  |                                  |                                  |                                  |                                  |
| Citroën Total World Rally Team            | Citroën                          | Citroën C4 WRC                   | BF                               | 2                                | Daniel Sordo                     | Marc Martí                       | 1-16                             |                                  |                                  |                                  |                                  |                                  |
| Ford World Rally Team                     | Ford                             | Focus RS WRC 07                  | BF                               | 3                                | Marcus Grönholm                  | Timo Rautiainen                  | 1-16                             |                                  |                                  |                                  |                                  |                                  |
| Ford World Rally Team                     | Ford                             | Focus RS WRC 07                  | BF                               | 4                                | Mikko Hirvonen                   | Jarmo Lehtinen                   | 1-16                             |                                  |                                  |                                  |                                  |                                  |
| Ford World Rally Team                     | Ford                             | Focus RS WRC 07                  | BF                               | 14                               | Khalid Al-Qassimi                | Nicky Beech                      | 9-10, 12, 15-16                  |                                  |                                  |                                  |                                  |                                  |
| Subaru World Rally Team                   | Subaru                           | Subaru Impreza WRC               | BF                               | 7                                | Petter Solberg                   | Phil Mills                       | 1-16                             |                                  |                                  |                                  |                                  |                                  |
| Subaru World Rally Team                   | Subaru                           | Subaru Impreza WRC               | BF                               | 8                                | Chris Atkinson                   | Glenn MacNeall                   | 1-5                              |                                  |                                  |                                  |                                  |                                  |
| Subaru World Rally Team                   | Subaru                           | Subaru Impreza WRC               | BF                               | 8                                | Chris Atkinson                   | Stéphane Prévot                  | 6-16                             |                                  |                                  |                                  |                                  |                                  |
| Subaru World Rally Team                   | Subaru                           | Subaru Impreza WRC               | BF                               | 14                               | Xavier Pons                      | Xavi Amigo                       | 9-16                             |                                  |                                  |                                  |                                  |                                  |
| Equipos Constructores (Equipos Privados)  |                                  |                                  |                                  |                                  |                                  |                                  |                                  |                                  |                                  |                                  |                                  |                                  |
| OMV Kronos Citroën WRT                    | Citroën                          | Citroën Xsara WRC                | BF                               | 5                                | Manfred Stohl                    | Ilka Minor                       | 1-16                             |                                  |                                  |                                  |                                  |                                  |
| OMV Kronos Citroën WRT                    | Citroën                          | Citroën Xsara WRC                | BF                               | 6                                | Daniel Carlsson                  | Denis Giraudet                   | 2-3, 5, 7-8                      |                                  |                                  |                                  |                                  |                                  |
| OMV Kronos Citroën WRT                    | Citroën                          | Citroën Xsara WRC                | BF                               | 6                                | François Duval                   | Patrick Pivato                   | 10, 12-13                        |                                  |                                  |                                  |                                  |                                  |
| Stobart VK M-Sport Ford Rally Team        | Ford                             | Focus RS WRC 06                  | BF                               | 9                                | Jari-Matti Latvala               | Miikka Anttila                   | 1-16                             |                                  |                                  |                                  |                                  |                                  |
| Stobart VK M-Sport Ford Rally Team        | Ford                             | Focus RS WRC 06                  | BF                               | 10                               | Henning Solberg                  | Cato Menkerud                    | 1-16                             |                                  |                                  |                                  |                                  |                                  |
| Stobart VK M-Sport Ford Rally Team        | Ford                             | Focus RS WRC 06                  | BF                               | 16                               | Matthew Wilson                   | Michael Orr                      | 1-16                             |                                  |                                  |                                  |                                  |                                  |
| Stobart VK M-Sport Ford Rally Team        | Ford                             | Focus RS WRC 06                  | BF                               | 18                               | Alessandro Bettega               | Simone Scattolin                 | 13                               |                                  |                                  |                                  |                                  |                                  |
| Stobart VK M-Sport Ford Rally Team        | Ford                             | Focus RS WRC 04                  | BF                               | 17                               | Andreas Mikkelsen                | Ola Fløene                       | 3, 5                             |                                  |                                  |                                  |                                  |                                  |
| Stobart VK M-Sport Ford Rally Team        | Ford                             | Focus RS WRC 04                  | BF                               | 18                               | Gareth Jones                     | James O'Brien                    | 9, 12, 15-16                     |                                  |                                  |                                  |                                  |                                  |
| Stobart VK M-Sport Ford Rally Team        | Ford                             | Focus RS WRC 04                  | BF                               | 29                               | Ray Breen                        | Andrew Purcell                   | 15-16                            |                                  |                                  |                                  |                                  |                                  |
| Stobart VK M-Sport Ford Rally Team        | Subaru                           | Subaru Impreza WRC               | BF                               | 23                               | Eamonn Boland                    |                                  | 15-16                            |                                  |                                  |                                  |                                  |                                  |
| Munchi's Ford World Rally Team            | Ford                             | Focus RS WRC 06                  | BF                               | 11                               | Luis Pérez Companc               | José María Volta                 | 2, 4-9, 11-12, 14, 16            |                                  |                                  |                                  |                                  |                                  |
| Munchi's Ford World Rally Team            | Ford                             | Focus RS WRC 06                  | BF                               | 12                               | Juan Pablo Raies                 | Jorge Pérez Companc              | 2, 4-6                           |                                  |                                  |                                  |                                  |                                  |
| Munchi's Ford World Rally Team            | Ford                             | Focus RS WRC 06                  | BF                               | 12                               | Federico Villagra                | Jorge Pérez Companc              | 7-9, 11-12, 14, 16               |                                  |                                  |                                  |                                  |                                  |
| Equipos no registrados como constructores |                                  |                                  |                                  |                                  |                                  |                                  |                                  |                                  |                                  |                                  |                                  |                                  |
| Czech Rally Team Kopecký                  | Škoda                            | Fabia WRC                        | BF                               | 14                               | Jan Kopecký                      | Filip Schovánek                  | 1-3, 5, 7-10, 12-13, 16          |                                  |                                  |                                  |                                  |                                  |
| MMSP LTD                                  | Mitsubishi                       | Lancer WRC05                     | BF                               | 14                               | Toni Gardemeister                | Jakke Honkanen                   | 1-3, 5, 7-8                      |                                  |                                  |                                  |                                  |                                  |
| MMSP LTD                                  | Mitsubishi                       | Lancer WRC05                     | BF                               | 15                               | Juho Hanninen                    | Mikko Markkula                   | 3, 7, 9                          |                                  |                                  |                                  |                                  |                                  |
| MMSP LTD                                  | Mitsubishi                       | Lancer WRC05                     | BF                               | 15                               | Urmo Aava                        | Kuldar Sikk                      | 8-9, 11                          |                                  |                                  |                                  |                                  |                                  |
| MMSP LTD                                  | Mitsubishi                       | Lancer WRC05                     | BF                               | 17                               | Xavier Pons                      | Xavier Amigo                     | 1-3, 5                           |                                  |                                  |                                  |                                  |                                  |
| MMSP LTD                                  | Mitsubishi                       | Lancer WRC05                     | BF                               | 18                               | Kristian Sohlberg                | Risto Pietilainen                | 9                                |                                  |                                  |                                  |                                  |                                  |
| MMSP LTD                                  | Mitsubishi                       | Lancer WRC05                     | BF                               | 22                               | Armindo Araujo                   | Miguel Ramalho                   | 4                                |                                  |                                  |                                  |                                  |                                  |
| MMSP LTD                                  | Mitsubishi                       | Lancer WRC05                     | BF                               | 27                               | Kaj Kuistila                     | Kari Jokinen                     | 9                                |                                  |                                  |                                  |                                  |                                  |
| Astra Racing                              | Citroën                          | Xsara WRC                        | BF                               | 14                               | Toni Gardemeister                | Jakke Honkanen                   | 10                               |                                  |                                  |                                  |                                  |                                  |
| Aimont Racing Team                        | Citroën                          | Xsara WRC                        | BF                               | 19                               | Gigi Galli                       | Giovanni Bernacchini             | 2-3, 5-6                         |                                  |                                  |                                  |                                  |                                  |
| Ramsport                                  | Ford                             | Focus RS WRC 05                  | BF                               | 17                               | Guy Wilks                        | Phil Pugh                        | 3, 5, 8-10                       |                                  |                                  |                                  |                                  |                                  |
| Ramsport                                  | Ford                             | Focus RS WRC 06                  | BF                               | 18                               | Andreas Mikkelsen                | Ola Fløene                       | 9-10, 12-13, 15-16               |                                  |                                  |                                  |                                  |                                  |
| Gareth MacHale                            | Ford                             | Focus RS WRC 04                  | BF                               | 17                               | Gareth MacHale                   |                                  | 1, 7                             |                                  |                                  |                                  |                                  |                                  |
| Gareth MacHale                            | Ford                             | Focus RS WRC 06                  | BF                               | 17                               | Gareth MacHale                   |                                  | 4-5, 15                          |                                  |                                  |                                  |                                  |                                  |
| Adapta                                    | Subaru                           | Impreza WRC 2005                 | BF                               | 19                               | Mads Ostberg                     | Ole Kristian Unnelud             | 2-3, 5, 7, 9, 16                 |                                  |                                  |                                  |                                  |                                  |
| Suzuki World Rally Team                   | Suzuki                           | SX4 WRC                          | BF                               | 19                               | Nicolas Bernardi                 |                                  | 13                               |                                  |                                  |                                  |                                  |                                  |
| Suzuki World Rally Team                   | Suzuki                           | SX4 WRC                          | BF                               | 19                               | Sebastian Lindholm               | Tomi Tuominen                    | 16                               |                                  |                                  |                                  |                                  |                                  |
| Van Merksteijn Motorsport                 | Ford                             | Focus RS WRC 06                  | BF                               | 22                               | Peter Van Merksteijn, Sr.        | Erwin Berkhof                    | 10, 12, 16                       |                                  |                                  |                                  |                                  |                                  |

## Rondas
| Ronda | Rally                                                                  | Finalistas | Finalistas         | Finalistas           | Finalistas |
| Ronda | Rally                                                                  | Posición   | Piloto             | Automóvil            | Tiempo     |
| ----- | ---------------------------------------------------------------------- | ---------- | ------------------ | -------------------- | ---------- |
| 1     | 75o Rally de Monte Carlo (19–21 de enero) Resultados                   | 1          | Sébastien Loeb     | Citroën C4 WRC       | 3:10:27.4  |
| 1     | 75o Rally de Monte Carlo (19–21 de enero) Resultados                   | 2          | Dani Sordo         | Citroën C4 WRC       | 3:11:05.6  |
| 1     | 75o Rally de Monte Carlo (19–21 de enero) Resultados                   | 3          | Marcus Grönholm    | Ford Focus RS WRC 06 | 3:11:50.2  |
|       |                                                                        |            |                    |                      |            |
| 2     | 56o Rally de Suecia (9-11 de febrero)                                  | 1          | Marcus Grönholm    | Ford Focus RS WRC 06 | 3:08:40.7  |
| 2     | 56o Rally de Suecia (9-11 de febrero)                                  | 2          | Sébastien Loeb     | Citroën C4 WRC       | 3:09:34.5  |
| 2     | 56o Rally de Suecia (9-11 de febrero)                                  | 3          | Mikko Hirvonen     | Ford Focus RS WRC 06 | 3:10:22.2  |
|       |                                                                        |            |                    |                      |            |
| 3     | 2º Rally de Noruega (16–18 de febrero)                                 | 1          | Mikko Hirvonen     | Ford Focus RS WRC 06 | 3:28:17.0  |
| 3     | 2º Rally de Noruega (16–18 de febrero)                                 | 2          | Marcus Grönholm    | Ford Focus RS WRC 06 | 3:28:26.5  |
| 3     | 2º Rally de Noruega (16–18 de febrero)                                 | 3          | Henning Solberg    | Ford Focus RS WRC 06 | 3:32:01.6  |
|       |                                                                        |            |                    |                      |            |
| 4     | 21.er Corona Rally México (9–11 de marzo)                              | 1          | Sébastien Loeb     | Citroën C4 WRC       | 3:48:13.3  |
| 4     | 21.er Corona Rally México (9–11 de marzo)                              | 2          | Marcus Grönholm    | Ford Focus RS WRC 06 | 3:49:09.1  |
| 4     | 21.er Corona Rally México (9–11 de marzo)                              | 3          | Mikko Hirvonen     | Ford Focus RS WRC 06 | 3:49:41.0  |
|       |                                                                        |            |                    |                      |            |
| 5     | 41.er Vodafone Rally de Portugal (30 de marzo–1 de abril)              | 1          | Sébastien Loeb     | Citroën C4 WRC       | 3:53:33.1  |
| 5     | 41.er Vodafone Rally de Portugal (30 de marzo–1 de abril)              | 2          | Petter Solberg     | Subaru Impreza WRC   | 3:56:47.0  |
| 5     | 41.er Vodafone Rally de Portugal (30 de marzo–1 de abril)              | 3          | Dani Sordo         | Citroën C4 WRC       | 3:58:38.4  |
|       |                                                                        |            |                    |                      |            |
| 6     | 27º Rally de Argentina (4-6 de mayo)                                   | 1          | Sébastien Loeb     | Citroën C4 WRC       | 2:52:03.8  |
| 6     | 27º Rally de Argentina (4-6 de mayo)                                   | 2          | Marcus Grönholm    | Ford Focus RS WRC 06 | 2:52:40.5  |
| 6     | 27º Rally de Argentina (4-6 de mayo)                                   | 3          | Mikko Hirvonen     | Ford Focus RS WRC 06 | 2:54:19.0  |
|       |                                                                        |            |                    |                      |            |
| 7     | 4º Supermag Rally de Italia-Cerdeña (18–20 de mayo)                    | 1          | Marcus Grönholm    | Ford Focus RS WRC 06 | 3:48:42.0  |
| 7     | 4º Supermag Rally de Italia-Cerdeña (18–20 de mayo)                    | 2          | Mikko Hirvonen     | Ford Focus RS WRC 06 | 3:49:11.2  |
| 7     | 4º Supermag Rally de Italia-Cerdeña (18–20 de mayo)                    | 3          | Dani Sordo         | Citroën C4 WRC       | 3:50:03.8  |
|       |                                                                        |            |                    |                      |            |
| 8     | 54.º Rally Acrópolis (1-3 de junio)                                    | 1          | Marcus Grönholm    | Ford Focus RS WRC 06 | 3:49:22.6  |
| 8     | 54.º Rally Acrópolis (1-3 de junio)                                    | 2          | Sébastien Loeb     | Citroën C4 WRC       | 3:50:01.2  |
| 8     | 54.º Rally Acrópolis (1-3 de junio)                                    | 3          | Petter Solberg     | Subaru Impreza WRC   | 3:50:56.7  |
|       |                                                                        |            |                    |                      |            |
| 9     | 57.º Neste Oil Rally de Finlandia (3-5 de agosto)                      | 1          | Marcus Grönholm    | Ford Focus RS WRC 07 | 2:57:26.1  |
| 9     | 57.º Neste Oil Rally de Finlandia (3-5 de agosto)                      | 2          | Mikko Hirvonen     | Ford Focus RS WRC 07 | 2:57:50.3  |
| 9     | 57.º Neste Oil Rally de Finlandia (3-5 de agosto)                      | 3          | Sébastien Loeb     | Citroën C4 WRC       | 2:58:36.0  |
|       |                                                                        |            |                    |                      |            |
| 10    | 26º ADAC Rally de Alemania (17-19 de agosto)                           | 1.         | Sébastien Loeb     | Citroën C4 WRC       | 3:27:27.5  |
| 10    | 26º ADAC Rally de Alemania (17-19 de agosto)                           | 2.         | François Duval     | Citroën Xsara WRC    | 3:27:47.8  |
| 10    | 26º ADAC Rally de Alemania (17-19 de agosto)                           | 3.         | Mikko Hirvonen     | Ford Focus RS WRC 07 | 3:28:46.6  |
|       |                                                                        |            |                    |                      |            |
| 11    | 37.º Propecia Rally de Nueva Zelanda (31 de agosto 31–2 de septiembre) | 1          | Marcus Grönholm    | Ford Focus RS WRC 07 | 3:52:53.9  |
| 11    | 37.º Propecia Rally de Nueva Zelanda (31 de agosto 31–2 de septiembre) | 2          | Sébastien Loeb     | Citroën C4 WRC       | 3:52:54.2  |
| 11    | 37.º Propecia Rally de Nueva Zelanda (31 de agosto 31–2 de septiembre) | 3          | Mikko Hirvonen     | Ford Focus RS WRC 07 | 3:54:36.7  |
|       |                                                                        |            |                    |                      |            |
| 12    | 43.er Rally RACC Catalunya - Costa Daurada (5-7 de octubre) Resultados | 1          | Sébastien Loeb     | Citroën C4 WRC       | 3:22:50.5  |
| 12    | 43.er Rally RACC Catalunya - Costa Daurada (5-7 de octubre) Resultados | 2          | Dani Sordo         | Citroën C4 WRC       | 3:23:04.3  |
| 12    | 43.er Rally RACC Catalunya - Costa Daurada (5-7 de octubre) Resultados | 3          | Marcus Grönholm    | Ford Focus RS WRC 07 | 3:23:30.3  |
|       |                                                                        |            |                    |                      |            |
| 13    | 51.er Tour de Corse - Rally de Francia (12-14 de octubre)              | 1          | Sébastien Loeb     | Citroën C4 WRC       | 3:28:31.5  |
| 13    | 51.er Tour de Corse - Rally de Francia (12-14 de octubre)              | 2          | Marcus Grönholm    | Ford Focus RS WRC 07 | 3:28:55.2  |
| 13    | 51.er Tour de Corse - Rally de Francia (12-14 de octubre)              | 3          | Dani Sordo         | Citroën C4 WRC       | 3:29:15.8  |
|       |                                                                        |            |                    |                      |            |
| 14    | 4º Rally de Japón (26-28 de octubre)                                   | 1          | Mikko Hirvonen     | Ford Focus RS WRC 07 | 3:23:57.6  |
| 14    | 4º Rally de Japón (26-28 de octubre)                                   | 2          | Dani Sordo         | Citroën C4 WRC       | 3:24:35.0  |
| 14    | 4º Rally de Japón (26-28 de octubre)                                   | 3          | Henning Solberg    | Ford Focus RS WRC 06 | 3:28:31.3  |
|       |                                                                        |            |                    |                      |            |
| 15    | 1.er Rally de Irlanda (16-18 de noviembre)                             | 1          | Sébastien Loeb     | Citroën C4 WRC       | 3:01:39.2  |
| 15    | 1.er Rally de Irlanda (16-18 de noviembre)                             | 2          | Dani Sordo         | Citroën C4 WRC       | 3:02:32.6  |
| 15    | 1.er Rally de Irlanda (16-18 de noviembre)                             | 3          | Jari-Matti Latvala | Ford Focus RS WRC 07 | 3:03:27.4  |
|       |                                                                        |            |                    |                      |            |
| 16    | 63.er Rally de Gran Bretaña (30 de noviembre-2 de diciembre)           | 1          | Mikko Hirvonen     | Ford Focus RS WRC 07 | 3:22:50:9  |
| 16    | 63.er Rally de Gran Bretaña (30 de noviembre-2 de diciembre)           | 2          | Marcus Grönholm    | Ford Focus RS WRC 07 | 3:23:06.1  |
| 16    | 63.er Rally de Gran Bretaña (30 de noviembre-2 de diciembre)           | 3          | Sébastien Loeb     | Citroën C4 WRC       | 3:24:23.9  |
|       |                                                                        |            |                    |                      |            |

## Resumen de resultados de la temporada

### Campeonato de pilotos
| Pos. | Piloto             | MON | SWE | NOR | MEX | POR | ARG | ITA | GRE | FIN | GER | NZL | ESP | FRA | JPN | IRL | GBR | Puntos |
| ---- | ------------------ | --- | --- | --- | --- | --- | --- | --- | --- | --- | --- | --- | --- | --- | --- | --- | --- | ------ |
| 1    | Sébastien Loeb     | 1   | 2   | 14  | 1   | 1   | 1   | Ret | 2   | 3   | 1   | 2   | 1   | 1   | Ret | 1   | 3   | 116    |
| 2    | Marcus Grönholm    | 3   | 1   | 2   | 2   | 4   | 2   | 1   | 1   | 1   | 4   | 1   | 3   | 2   | Ret | Ret | 2   | 112    |
| 3    | Mikko Hirvonen     | 5   | 3   | 1   | 3   | 5   | 3   | 2   | 4   | 2   | 3   | 3   | 4   | 13  | 1   | 4   | 1   | 99     |
| 4    | Daniel Sordo       | 2   | 12  | 25  | 4   | 3   | 6   | 3   | 24  | Ret | Ret | 6   | 2   | 3   | 2   | 2   | 5   | 65     |
| 5    | Petter Solberg     | 6   | Ret | 4   | Ret | 2   | Ret | 5   | 3   | Ret | 6   | 7   | 6   | 5   | Ret | 5   | 4   | 47     |
| 6    | Henning Solberg    | 14  | 4   | 3   | 9   | 11  | 5   | 4   | 5   | 5   | 13  | 9   | 10  | 9   | 3   | 16  | 15  | 34     |
| 7    | Chris Atkinson     | 4   | 8   | 19  | 5   | Ret | 7   | 10  | 6   | 4   | 15  | 4   | 8   | 6   | Ret | 42  | 7   | 31     |
| 8    | Jari-Matti Latvala | Ret | Ret | 5   | 7   | 8   | 4   | 9   | 12  | Ret | 8   | 5   | 7   | 4   | 26  | 3   | 10  | 30     |
| 9    | Manfred Stohl      | 10  | 7   | 12  | 6   | 10  | 8   | 7   | 8   | Ret | Ret | 12  | Ret | 14  | 6   | Ret | 8   | 13     |
| 10   | François Duval     |     |     |     |     |     |     |     | Ret |     | 2   |     | 5   | Ret |     |     |     | 12     |
| 11   | Matthew Wilson     | 12  | Ret | 26  | 8   | 12  | 30  | 12  | 10  | 10  | 9   | 10  | 11  | Ret | 4   | 7   | 6   | 11     |
| 12   | Jan Kopecký        | 8   | 10  | 8   |     | 22  |     | Ret | 7   | Ret | 5   |     | Ret | 7   |     |     | 12  | 10     |
| 13   | Toni Gardemeister  | 7   | 6   | Ret |     | DSQ |     | 6   |     |     | 7   |     |     |     |     |     |     | 10     |
| 14   | Daniel Carlsson    |     | 5   | 7   |     | 6   |     | Ret |     |     |     |     |     |     |     |     |     | 9      |
| 15   | Gigi Galli         |     | 13  | 6   |     | 7   |     |     |     |     |     |     |     |     |     |     |     | 5      |
| 16   | Luis Pérez Companc |     | 15  |     | 19  | DNS | 28  | Ret | 11  | 11  |     | 23  | Ret |     | 5   |     | Ret | 4      |
| 17   | Xavi Pons          | 25  | Ret | 16  |     |     |     |     |     | 6   | 18  | Ret | 9   | 8   | 36  | Ret | 9   | 4      |
| 18   | Guy Wilks          |     |     | Ret |     | Ret |     |     | 9   | 9   | 10  |     |     |     |     | 6   | 13  | 3      |
| 19   | Urmo Aava          |     |     | 28  |     | 15  |     | 13  | 14  | 7   | 12  | 8   | 18  | Ret | 18  |     |     | 3      |
| 20   | Federico Villagra  |     |     |     |     | DNS | 9   | 11  | 32  | 14  |     | 11  | 13  |     | 7   |     | 18  | 2      |
| 21   | Juho Hänninen      |     | DSQ | 17  |     |     | 11  | 8   | Ret | Ret |     | 19  | 23  |     | 24  |     |     | 1      |
| 22   | Mads Østberg       |     | 9   | 37  |     | Ret |     | Ret |     | 8   |     |     |     |     |     |     | 11  | 1      |
| 23   | Katsuhiko Taguchi  |     |     |     |     |     |     |     |     |     |     |     |     |     | 8   |     |     | 1      |

| Color     | Resultado                                              |
| Oro       | Ganador                                                |
| Plata     | 2ª plaza                                               |
| Bronce    | 3ª plaza                                               |
| Verde     | Finalizó (diez primeros)                               |
| Azul      | Finalizó                                               |
| Violeta   | No terminó (Ret)                                       |
| Negro     | Descalificado (DES)                                    |
| Blanco    | No empezó (DNS)                                        |
| Blanco    | Excluido (EX)                                          |
| Blanco    | Lesionado (LES)                                        |
| Sin color | No participó                                           |
| x1        | Puntos extra                                           |
| (x)       | Entre paréntesis, puntos no computables para el total. |

### Campeonato de Constructores
| Pos | Constructor               | Rally | Rally | Rally | Rally | Rally | Rally | Rally | Rally | Rally | Rally | Rally | Rally | Rally | Rally | Rally | Rally | Puntos |
| Pos | Constructor               | MON   | SWE   | NOR   | MEX   | POR   | ARG   | ITA   | GRE   | FIN   | GER   | NZL   | ESP   | FRA   | JPN   | IRL   | GBR   | Puntos |
| --- | ------------------------- | ----- | ----- | ----- | ----- | ----- | ----- | ----- | ----- | ----- | ----- | ----- | ----- | ----- | ----- | ----- | ----- | ------ |
| 1   | Ford                      | 10    | 16    | 18    | 14    | 9     | 14    | 18    | 15    | 18    | 11    | 16    | 11    | 9     | 10    | 5     | 18    | 212    |
| 2   | Citroën                   | 18    | 9     | 1     | 15    | 16    | 13    | 6     | 8     | 6     | 10    | 11    | 18    | 16    | 8     | 18    | 10    | 183    |
| 3   | Subaru                    | 8     | 2     | 5     | 4     | 8     | 2     | 5     | 9     | 5     | 5     | 7     | 4     | 7     | 2     | 6     | 7     | 86     |
| 4   | Stobart M-Sport           | 1     | 5     | 10    | 3     | 2     | 9     | 7     | 4     | 4     | 5     | 5     | 2     | 7     | 7     | 9     | 3     | 83     |
| 5   | OMV Kronos                | 2     | 7     | 5     | 3     | 4     | 1     | 3     | 2     | 0     | 8     | 0     | 4     | 0     | 4     | 0     | 1     | 44     |
| 6   | Munchi's World Rally Team |       | 0     |       | 0     |       | 0     | 0     | 1     | 5     |       | 0     | 0     |       | 8     |       |       | 14     |

### Campeonato de Producción PWRC
| Pos. | Piloto             | SWE | MEX | ARG | GRE | NZL | JPN | IRL | GBR | Puntos |
| ---- | ------------------ | --- | --- | --- | --- | --- | --- | --- | --- | ------ |
| 1    | Toshihiro Arai     | 6   | 2   | 2   | 1   | 1   | 10  |     |     | 39     |
| 2    | Gabriel Pozzo      |     |     | 4   | 7   | 4   | 1   | 2   | Ret | 30     |
| 3    | Mark Higgins       | Ret | 1   |     | 4   |     | 5   | Ret | 3   | 25     |
| 4    | Niall McShea       |     |     | 6   |     | 2   |     | 1   |     | 21     |
| 5    | Juho Hänninen      | Ret |     | 3   | Ret | 7   | 7   |     | 2   | 18     |
| 6    | Mirco Baldacci     | 10  | 4   | Ret | 3   | 15  |     |     | 6   | 14     |
| 7    | Fumio Nutahara     | 5   | 7   | Ret |     | 5   | Ret | 6   |     | 13     |
| 8    | Kristian Sohlberg  | 3   | 3   | Ret | Ret |     |     |     |     | 12     |
| 9    | Nasser Al-Attiyah  | 7   | Ret | Ret | 5   |     |     | 3   |     | 12     |
| 10   | Oscar Svedlund     | 1   |     |     |     |     |     |     |     | 10     |
| 11   | Federico Villagra  |     |     | 1   |     |     |     |     |     | 10     |
| 12   | Guy Wilks          |     |     |     |     |     |     |     | 1   | 10     |
| 13   | Andreas Aigner     | 9   | 11  | 7   | 2   |     |     |     | 9   | 10     |
| 14   | Armindo Araújo     | 5   |     |     | 0   | 3   | 0   | 0   | 2   | 10     |
| 15   | Takuma Kamada      |     |     |     | 3   | 0   | 6   |     |     | 9      |
| 16   | Anton Alén         | 8   |     |     |     |     |     |     |     | 8      |
| 16   | Leszek Kuzaj       |     | 0   | 0   | 0   |     | 8   | 0   | 0   | 8      |
| 18   | Štěpán Vojtěch     |     | 3   | 0   | 0   |     |     | 4   | 1   | 8      |
| 19   | Richard Mason      |     |     |     |     | 6   | 0   |     |     | 6      |
| 20   | Simone Campedelli  |     |     |     | 1   |     |     | 5   |     | 6      |
| 21   | Jevgeni Vertunov   |     |     |     | 0   | 0   | 5   |     | 0   | 5      |
| 21   | Alessandro Bettega |     |     |     |     |     |     |     | 5   | 5      |
| 23   | Travis Pastrana    |     | 4   | 0   |     |     |     |     | 0   | 4      |
| 23   | Marcos Ligato      |     |     | 4   |     |     |     |     |     | 4      |
| 23   | David Higgins      |     |     |     |     |     |     |     | 4   | 4      |
| 26   | Patrik Flodin      |     |     | 0   | 0   | 0   | 3   | 0   | 0   | 3      |
| 27   | Colm Murphy        |     |     |     |     |     |     | 2   |     | 2      |
| 28   | Martin Rauam       |     | 0   | 1   | 0   | 1   |     | 0   | 0   | 2      |
| 29   | Fabio Frisiero     | 1   |     | 0   | 0   | 0   |     |     |     | 1      |
| 29   | Spyros Pavlides    |     | 1   | 0   | 0   | 0   | 0   |     | 0   | 1      |
| 29   | Yoshio Ikemachi    |     |     |     |     |     | 1   |     |     | 1      |
| 29   | Phillip Morrow     |     |     |     |     |     |     | 1   |     | 1      |

### Campeonato Junior JWRC
| Pos. | Piloto               | NOR | POR | ITA | FIN | ALE | ESP | FRA | Puntos |
| ---- | -------------------- | --- | --- | --- | --- | --- | --- | --- | ------ |
| 1    | Per-Gunnar Andersson | 1   | 1   | 2   |     |     | 1   | 4   | 43     |
| 2    | Urmo Aava            | 3   | 2   | 1   |     | 2   | 3   |     | 38     |
| 3    | Martin Prokop        |     |     | 3   |     | 1   | 2   | 1   | 34     |
| 4    | Jozef Béreš Jr.      |     | 3   | 6   | Ret | 5   | 4   | 2   | 26     |
| 5    | Jaan Mölder          | 4   | 4   | 5   | 13  | 6   | 6   |     | 20     |
| 6    | Patrik Sandell       | 2   | 15  | 8   | 1   | Ret | Ret |     | 19     |
| 7    | Aaron Burkart        | 5   |     | 4   | 14  | 4   | 7   | 7   | 18     |
| 8    | Conrad Rautenbach    |     | 10  | Ret | 4   | 3   | 5   | 8   | 16     |
| 9    | Yoann Bonato         |     |     |     | 8   | 7   | 8   | 3   | 10     |
| 10   | Andrea Cortinovis    | 7   | 5   | 14  | 12  |     | Ret | 6   | 9      |
| 11   | Kalle Pinomäki       | 10  | 9   | Ret | 2   | 9   | Ret |     | 8      |
| 12   | Michał Kościuszko    |     | Ret | 12  | 3   | Ret | Ret | 9   | 6      |
| 13   | Tapio Suominen       |     |     |     | 5   |     |     |     | 4      |
| 13   | Arnaud Augoyard      |     |     |     |     |     |     | 5   | 4      |
| 15   | Vilius Rožukas       | 11  | 8   | 9   | 6   |     | 11  | 14  | 4      |
| 16   | Trond Svenkerud      | 6   |     |     |     |     |     |     | 3      |
| 17   | Shaun Gallagher      | 8   | 7   | 10  | 11  | 10  | 10  |     | 3      |
| 18   | Bryan Bouffier       |     |     | 7   |     |     |     |     | 2      |
| 18   | Alessandro Bettega   | 9   | Ret | Ret | 7   |     | 9   |     | 2      |
| 20   | Aiger Pärs           | 14  | 14  | Ret | Ret | 8   |     | Ret | 1      |